# Asie-Pacifique

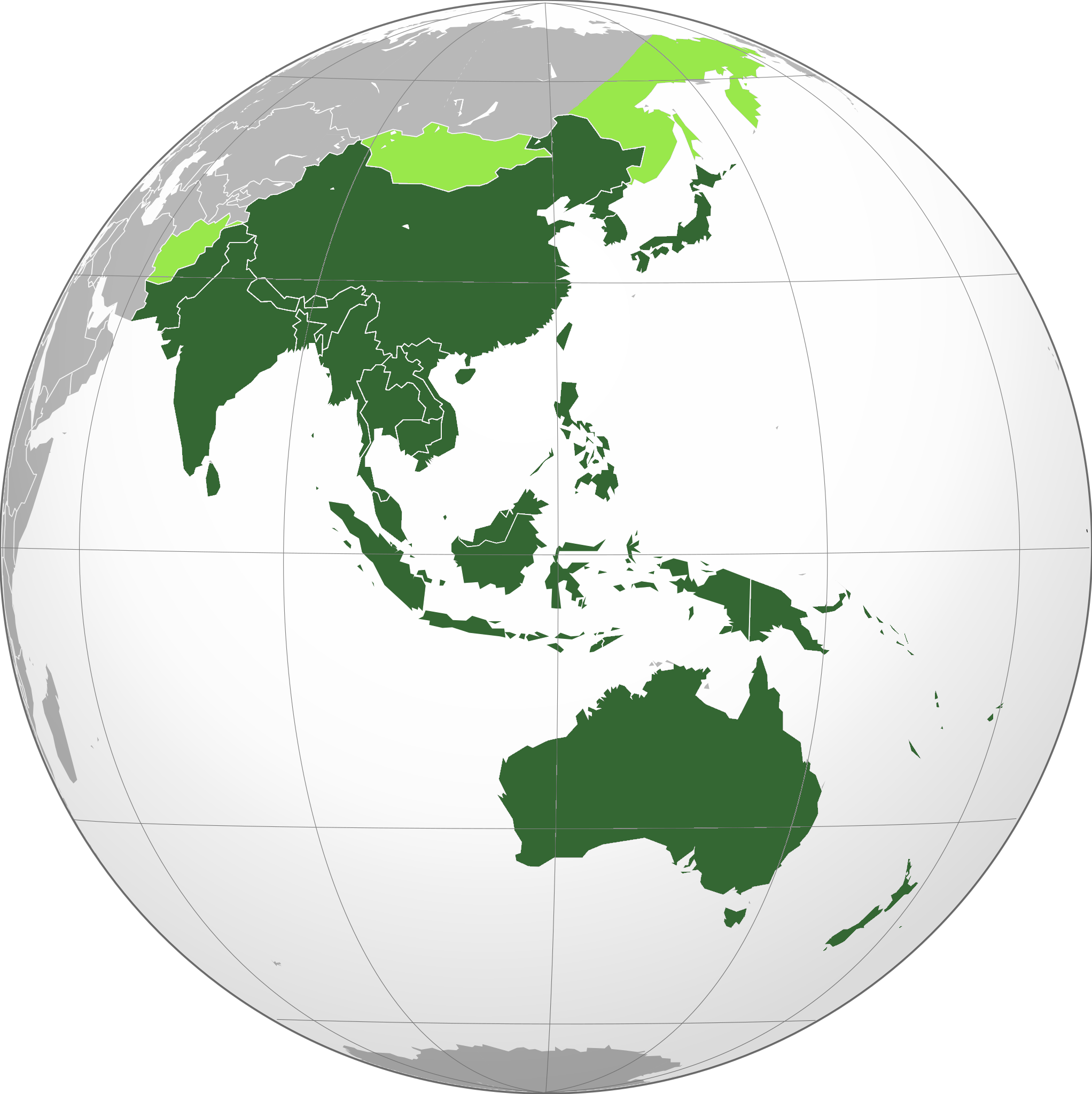
Carte montrant les pays d'Asie-Pacifique dans sa définition la plus commune.

Pour les articles homonymes, voir APAC.
L'Asie-Pacifique (souvent abrégée en anglais sous l'acronyme APAC pour « Asia-Pacific ») est un ensemble géographique et socio-économique constitué du sous-continent indien, de l'Extrême-Orient et de l'Océanie. Ses frontière exactes peuvent varier selon le contexte, incluant jusqu’à l’Iran vers l’Ouest, et une partie de la Russie. 
Cette découpe est motivée entre autres par des fuseaux horaires communs par opposition avec l’Europe-Moyen-Orient-Afrique (EMEA) et l’Amérique (AMER). L’APAC ne doit pas être comprise comme la partie de l’Asie bordant le Pacifique, car l’Inde borde l’Océan Indien, mais comme l’association d’une partie de l’Asie avec les terres du Pacifique.

## Pays et territoires de la zone Asie-Pacifique
- Brunei
- Cambodge
- Indonésie
- Laos
- Malaisie
- Birmanie
- Philippines
- Singapour
- Thaïlande
- Viêt Nam
- Timor oriental
- Chine
  -  Hong Kong
  -  Macao
- Îles Cook
- Japon
- Corée du Sud
- Australie
- États fédérés de Micronésie
- Kiribati
- Nauru
- Niue
- Nouvelle-Zélande
  -  Tokelau
- Samoa
- Îles Salomon
- Palaos
- Papouasie-Nouvelle-Guinée
- Îles Marshall
- Vanuatu
- Tonga
- Tuvalu
- Afghanistan
- Bangladesh
- Bhoutan
- Inde
- Maldives
- Népal
- Pakistan
- Sri Lanka
- Fidji
- Polynésie française ( France)
- Guam ( États-Unis)
- Nouvelle-Calédonie ( France)
- Îles Mariannes du Nord ( États-Unis)
- Corée du Nord
- Wallis-et-Futuna ( France)
- Mongolie
- Taïwan
- Chuuk
- Bougainville
- Îles Pitcairn ( Royaume-Uni)
- Île de Pâques ( Chili)
- Modèle:Îles du détroit de Torrès ( Australie)
- Île Christmas ( Australie)
- Îles Cocos ( Australie)
- Île Norfolk ( Australie)
- Modèle:Île Wake ( États-Unis)
- Hawaï ( États-Unis)
- Îles Midway ( États-Unis)
- Atoll Johnston ( États-Unis)
- Modèle:Country data Îles Howland ( États-Unis)
- Modèle:Country data Atoll Palmyra ( États-Unis)
- Modèle:Country data Récif Kingman ( États-Unis)
- Modèle:Country data Île Jarvis ( États-Unis)
- Modèle:Country data Île Baker ( États-Unis)
- Îles de la mer de Corail ( Australie)
- Modèle:Country data Îles Ashmore et Cartier ( Australie)
- Modèle:Country data Îles Heard et îles McDonald ( Australie)
- Modèle:Country data Isla Salas y Gómez ( Chili)
- Modèle:Papouasie occidentale ( Indonésie)
- Ouzbékistan
- Kazakhstan
- Kirghizistan
- Tadjikistan
- Turkménistan
- Bahreïn
- Iran
- Irak
- Israël
- Jordanie
- Kurdistan
- Koweït
- Liban
- Oman
- Palestine
- Qatar
- Arabie saoudite
- Syrie
- Émirats arabes unis
- Yémen

Avec le continent américain à l'est, et l'Australie au sud, elle devient une considérable zone d'activités, d'échanges et de coopérations politiques, économiques, techniques ou commerciales, d'importance géostratégique.
Il n'y a pas de définition stricte de la zone d'activité Asie-Pacifique, son périmètre variant en fonction du contexte qui conduit les différents Pays à se rapprocher.

### Pays membres de l'APEC
L'APEC (Asia-Pacific Economic Cooperation / Coopération économique pour l'Asie-Pacifique), est une organisation économique qui regroupe en plus des plus grands pays de l'Extrême-Orient et de l'Océanie, 5 pays de l'autre côté de l'Océan Pacifique :
- États-Unis
- Canada
- Mexique
- Chili
- Pérou

L'Asie-Pacifique peut également inclure la Russie (dans le Pacifique Nord), et des pays de l'Organisation des États américains (OEA), sur la côte est de l'Océan Pacifique.